# Kurohyō: Ryū ga Gotoku Shinshō
Kurohyō: Ryū ga Gotoku Shinshō (クロヒョウ 龍が如く新章?, lit. "Black Panther: Like a Dragon New Chapter"), soprannominato "Project K", è un videogioco del 2010 sviluppato da syn Sophia (in precedenza AKI Corporation) e pubblicato da SEGA esclusivamente per PlayStation Portable. Il gioco è stato annunciato il 21 aprile 2010 dalla rivista giapponese Famitsū, ed è uno spin-off della serie di videogiochi Sega iniziata con Yakuza. Dal videogioco è stata tratta una serie televisiva dorama andata in onda dal 5 ottobre 2010 al 21 dicembre su TBS.
Il gioco ha avuto un seguito nel 2012, sempre per PSP e sempre esclusivo per il mercato giapponese, chiamato Kurohyō 2: Ryū ga Gotoku Ashura hen (クロヒョウ2 龍が如く 阿修羅編? lit. "Black Panther: Like a Dragon Ashura Chapter"). Entrambi non sono mai stati localizzati o distribuiti ufficialmente al di fuori del Giappone; tuttavia, il 15 agosto 2023 è stata rilasciata una traduzione per il primo capitolo da un gruppo di fan.